# All-Asian Women's Conference

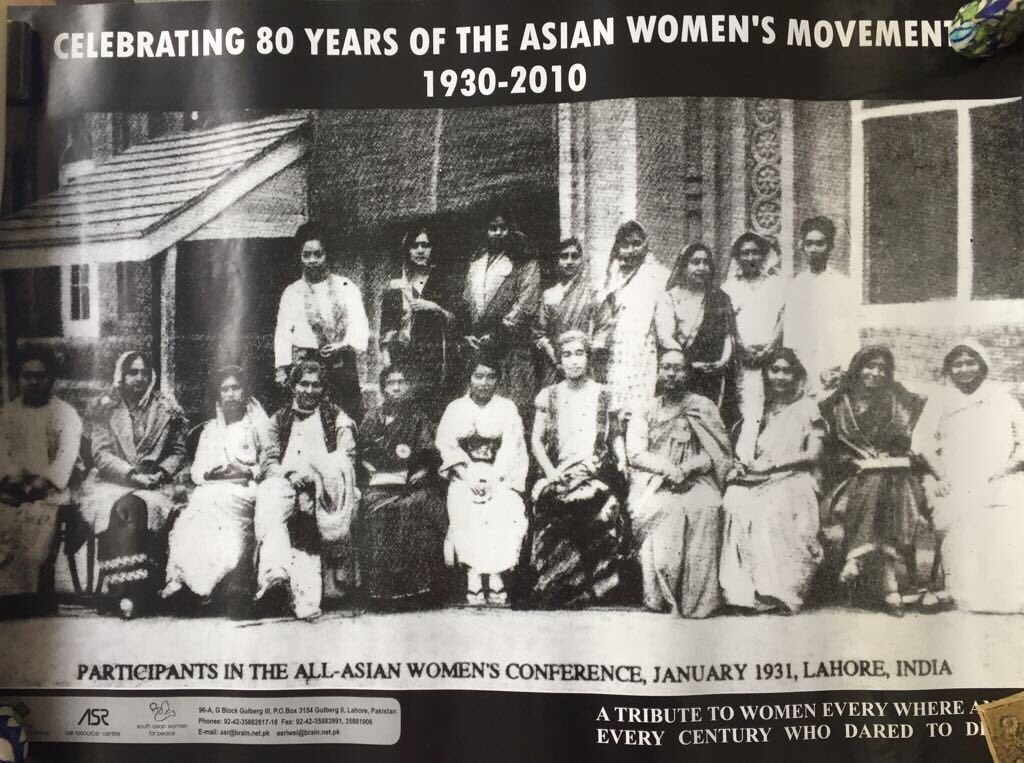
Celebrating 80 years of the Asian Women's Movements 1930-2010

All-Asian Women's Conference var en internationell konferens som ägde rum i Lahore i Indien i januari 1931. Det var den första pan-asiatiska kvinnokonferensen.
Den följde på Pan-Pacific Women's Conference 1928 och bildandet av Pan-Pacific Women's Association 1930, och arrangerades av All Indian Women's Conference. Den ville föra fram frågor om kvinnors rättigheter på dagordningen för ett framtida avkoloniserat Asien, och inkludera dessa i visionen om ett framtida Asien. 

## Konferensen
Representanter från Afghanistan (Kamal-ud-din), Burma (Daw Mya Sein), Ceylon (Sirimavo Bandaranaike), Japan (Miss Hoshi), Persien (Shirin Fozdar) och Iraq deltog i konferensen. 
Konferensen passerade flera resolutioner som framtida målsättningar. Bland de viktigaste frågorna var frågan om en gift kvinnas medborgarskap, förbud av barnäktenskap, obligatorisk grundutbildning och män och kvinnors lika status. 
Konferensen bildade en stående kommittee, och planen var att arrangera nästa konferens i antingen Japan eller på Java år 1935.

## Resultat och eftermäle
Konferensen fick positiv internationell publicitet. Jawaharlal Nehru gav den sitt stöd och inkluderade kvinnors lika rättigheter i sitt program för ett framtida fritt Indien, och könens lika rättigheter infördes också när Indien senare blev självständigt. 
Den kommittee som bildades under konferensen fick dock bara indiska medlemmar, och blev endast (sporadiskt) verksam i Indien. 
Någon ny konferens blev aldrig av. Däremot skickade konferensens kommittee representanter till Second Eastern Women's Congress i Teheran 1932 och till International Alliance of Womens konferens i Istanbul 1935.